# Marché Lachine

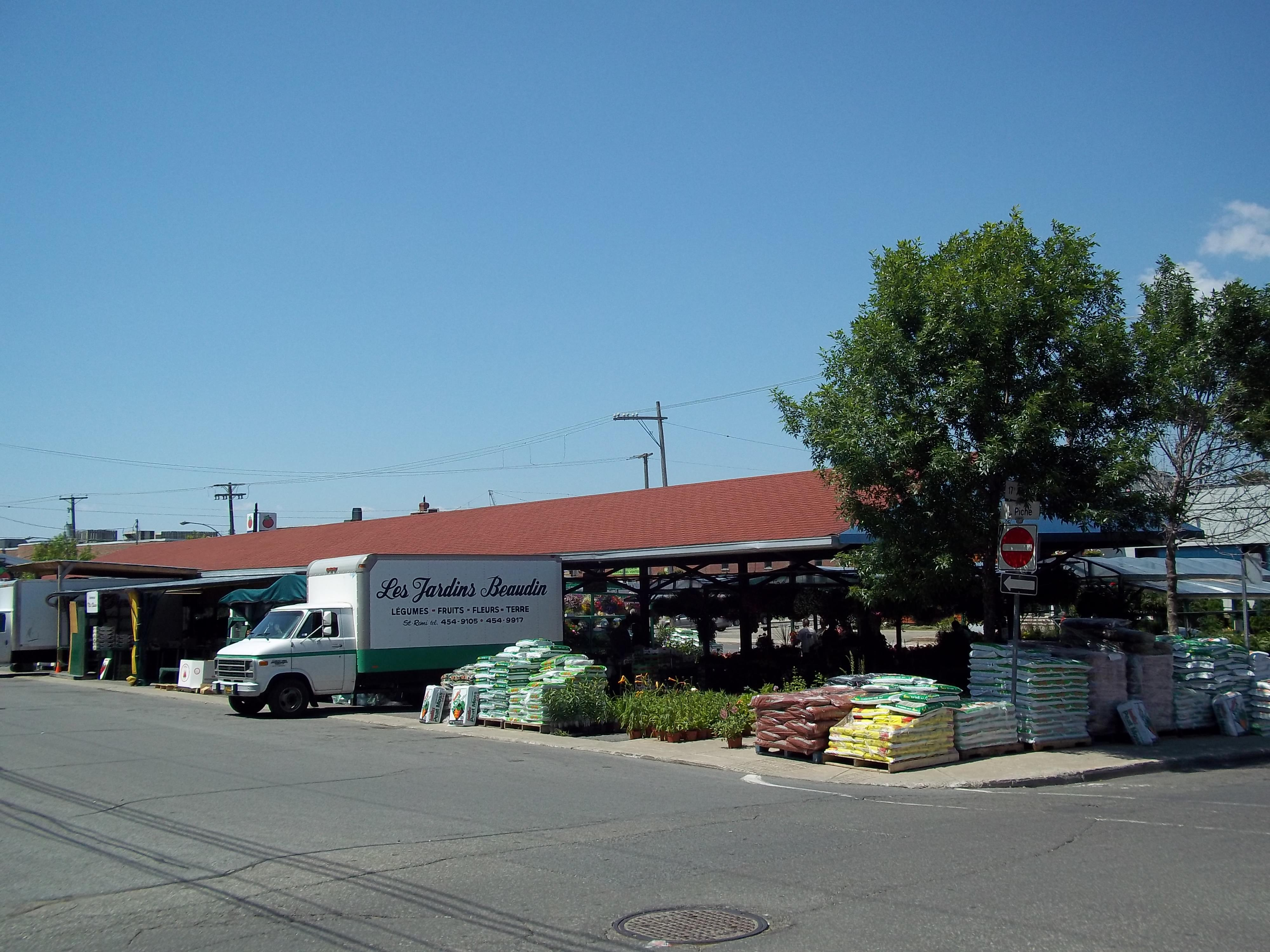
Vue arrière du marché Lachine

Le marché Lachine est un marché public au 1865, rue Notre-Dame, coin 18e avenue, à Lachine, près du canal Lachine à l'île de Montréal. Ouvert en 1845 sur le site de l’actuelle mairie d’arrondissement, il est au cœur du centre économique de la ville. Détruit par un incendie en 1866, le marché a rouvert ses portes quarante ans plus tard sur la rue Notre-Dame, son site actuel.  
On y trouve un marché ouvert et également une aile fermée pour assurer une activité commerciale sur le site durant toute l’année. Depuis 2004, il est ouvert toute l’année.